# Marian Băban
Marian Băban, född den 8 januari 1976 i Turnu Măgurele, Rumänien, är en rumänsk kanotist.
Han tog bland annat VM-silver i K-4 200 meter i samband med sprintvärldsmästerskapen i kanotsport 2003 i Gainesville, Georgia.